# Mullus auratus
Mullus auratus är en fiskart som beskrevs av Jordan och Gilbert 1882. Mullus auratus ingår i släktet Mullus och familjen mullefiskar. Inga underarter finns listade i Catalogue of Life.